# Cyclamen mirabile
Cyclamen mirabile is een cyclaam uit de dennenwouden en maquis van de heuvels van Zuidwest-Anatolië.

## Kenmerken
Deze mooie soort heeft een zekere gelijkenis met Cyclamen cilicium. De bloemen zijn mooi lichtroze met een paarsachtige vlek aan de basis, soms ook helemaal wit (f. niveum), met vaak licht gekartelde bloemblaadjes. De getande bladeren zijn lichtroze of rood wanneer ze uitkomen en worden daarna mooi getekend. 

## Cultivars
Er bestaan enkele selecties van deze ‘merkwaardige cyclaam’: ‘Tilebarn Anne’ heeft roze bladeren die nadien zilverachtig worden. ‘Tilebarn Jan’ is een uitstekende selectie van f. niveum. ‘Tilebarn Nicholas’ heeft ook bladeren met een roodverkleuring die nadien een mooi ‘kerstboommotief’ vertonen.

## Kweek
Cyclamen mirabile die niet volledig winterhard is, wordt best op een beschutte plek of in koude kas geplant.
... · 
C. abchasicum · 
C. africanum · 
C. alpinum · 
C. balearicum · 
C. cilicium · 
C. colchicum · 
C. coum (Rondbladige cyclaam) · 
C. creticum · 
C. cyprium · 
C. elegans · 
C. graecum · 
C. hederifolium (Napolitaanse cyclaam) · 
C. intaminatum · 
C. libanoticum · 
C. mirabile · 
C. persicum · 
C. pseudibericum · 
C. parviflorum · 
C. purpurascens (Alpenviooltje) · 
C. repandum · 
C. rhodium · 
C. rohlfsianum · 
C. somalense · 
...